# Korneliusz Gallus

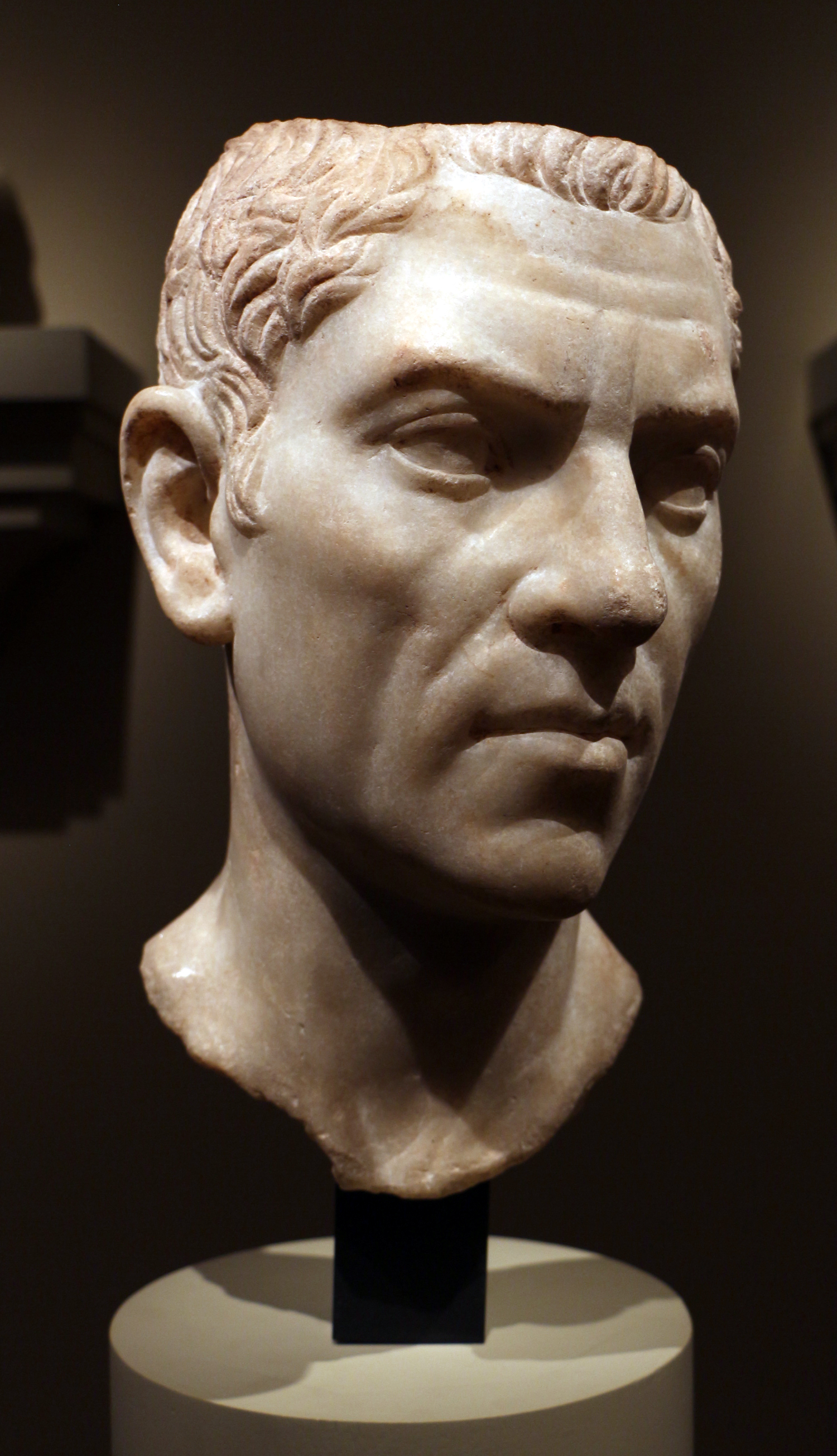
Korneliusz Gallus

Gaius Cornelius Gallus (ur. ok. 69 p.n.e., zm. 26 p.n.e.) – przyjaciel Oktawiana Augusta, dowódca legionów z Cyrenajki, poeta.
Urodzony w Forum Livii, dzisiaj Forlì. Kształcił się w Rzymie, gdzie poznał Wergiliusza. W 30 p.n.e. prowadził wojska na egipską Aleksandrię, przeciwko Markowi Antoniuszowi i Kleopatrze, zajmując m.in. miasto Parteonium na granicy Libii i Egiptu. Tam też Antoniusz po raz ostatni spróbował przeciągnąć żołnierzy, którzy jeszcze niedawno służyli pod jego rozkazami, na swoją stronę. W wypadku niepowodzenia, chciał zatrzymać ich siłą. Ani Gallus, ani legioniści nie dali się przekonać, a okręty Antoniusza, które wdarły się do portu w Parteonium, zostały zniszczone. W trakcie walk Antoniusza z Gallusem nadeszły katastrofalne informacje o zwycięskim pochodzie Oktawiana nadchodzącego z Palestyny. 
Po śmierci Antoniusza został prefektem Egiptu. W 26 r. p.n.e. stracił poparcie cesarza, został odwołany z Egiptu i oskarżony przed senatem, w wyniku czego popełnił samobójstwo. 
Pisał elegie i epylia. Uważa się go za twórcę elegii subiektywnej (w której autor opisuje własne uczucia); z jego twórczości praktycznie nic się nie zachowało.